# 1940년
1940년은 월요일로 시작하는 윤년이다.

## 연호
- 대한민국 임시정부(大韓民國 臨時政府) 대한민국(大韓民國) 22년
- 중화민국(中華民國) 민국(民國) 29년
- 만주국(滿州國) 강덕(康德) 7년
- 일본(日本) 쇼와(昭和) 15년
- 응우옌 왕조(阮朝) 바오다이(保大) 15년

## 기년
- 만주국(滿洲國) 강덕제(康德帝) 9년
- 응우옌 왕조(阮朝) 보대제(保大帝) 15년

## 사건
- 1월 4일 - 조선총독부, 조선영화령 공포로 영화의 제작 배급 상영을 통제
- 1월 9일 - 조선총독부, 신년도 노무동원계획 결정
- 1월 31일 - 일제, 육군통제령 및 해군통제령 공포
- 2월 11일
  - 조선에서 창씨개명 실시
  - 조선영화인협회 창립
- 2월 14일 - 일제가 묘지규칙을 개정, 신고제를 허가제로 변경
- 2월 29일
  - 해티 맥다니엘, 바람과 함께 사라지다의 머미 역으로 흑인으로서는 처음으로 아카데미 여우조연상 수상
  - 일제가 석탄 등 18개 품목을 수출통제품으로 결정
- 3월 5일 - 친일단체인 국민협회 대표, 조선의 참정권 청원을 위해 일본 도쿄로 출발되었다.
- 3월 6일 - 겨울전쟁 정전.
- 3월 21일 - 프랑스 에두아르 달라디에 내각 총사퇴
- 3월 31일 - 조선총독부 조선사편수회, <조선사> 전 37권 완간
- 4월 - 만주 지안현에서 고구려 벽화 다수 발견
- 4월 9일 - 제2차 세계 대전: 나치 독일, 덴마크·노르웨이 침공. (베저 작전)
- 4월 15일 - 평안북도 선천의 유림, 전 회원 창씨 결정
- 4월 18일 - 경조전보 제도 폐지
- 5월 - 인천 강화 전등사에서 묘법연화경판 발견
- 5월 9일 - 한국독립당, 한국국민당, 조선혁명당, 하와이 애국단 등이 한국독립당 조직 (위원장 김구)
- 5월 10일
  - 제2차 세계 대전: 영국 체임벌린 내각 총사퇴.
  - 제2차 세계 대전: 독일군, 베네룩스 삼국 공격 개시.
- 5월 20일 - 유대인 대학살: 나치가 아우슈비츠 수용소를 만들다.
- 5월 21일
  - 제2차 세계 대전: 독일군, 볼로뉴를 점령하고 영국군과 프랑스군을 분리시킴
  - 제2차 세계 대전: 구데리안군은 솜므강을 도하하여 교두보 확보
- 6월 - 일본 나고야에서 민족부흥회 사건으로 이수영 등 23명 체포
- 6월 2일 - 사탕배급증제 실시
- 6월 7일 - 조선어학회, 외래어 표기법 통일안 발표
- 6월 10일 - 제2차 세계 대전: 노르웨이가 독일에 항복하다. (베저 작전)
- 6월 11일 - 평양박물관, 강서군 고려요지, 낙랑고분 발굴 착수
- 6월 14일 - 제2차 세계 대전: 독일군이 파리에 진주하다.
- 6월 23일 - 제2차 세계 대전: 나치 독일 아돌프 히틀러가 점령한 프랑스의 파리시를 방문하다.
- 7월 - 경상북도 안동에서 <훈민정음> 원본 발견
- 7월 1일 - 조선총독부, 학생의 만주, 중국 여행 금지
- 7월 10일 - 프랑스에 비시 정권 수립.
- 7월 14일 - 경기도 학생근로대 조직
- 8월 11일 - 조선일보와 동아일보 강제 폐간
- 8월 12일 - 제2차 세계 대전: 독일, 영국 본토 공습 개시
- 8월 17일 - 국민정신총동원조선연맹, 전시생활체제 강요
- 8월 18일 - 미국과 캐나다, 공동방위조약 체결
- 8월 20일 - 러시아 혁명가 레온 트로츠키, 망명지 멕시코에서 자객에게 피살
- 8월 30일 - 제2차 빈 중재: 루마니아의 영토인 트란실바니아의 절반이 헝가리의 영토로 편입된다.
- 9월 - 대한민국 임시정부, 충칭으로 거점 이전
- 9월 7일 - 제2차 세계 대전: 나치 독일이 57일간의 런던 야간 폭격을 시작(영국 본토 항공전).
- 9월 9일 - 일제가 학생 복장을 국방색으로 통일
- 9월 13일 - 제2차 세계 대전: 베니토 무솔리니 치하 이탈리아, 이집트 침공(북아프리카 전역)
- 9월 17일 - 중화민국 충칭에 있었던 대한민국 임시정부에서 한국 광복군 창설.
- 9월 23일 - 제2차 세계 대전: 일본군, 인도차이나 반도 침공 개시
- 9월 27일 - 제2차 세계 대전: 독일·이탈리아·일본의 세 추축국이 독일 베를린에서 삼국 동맹 조약을 체결하다.
- 10월 9일 - 대한민국 임시정부, 국무령 제도를 국무위원제로 개정
- 10월 15일
  - 인도 민족지도자 마하트마 간디, 반영 불복종 운동 개시
  - 아돌프 히틀러를 소재로 한 찰리 채플린 감독·주연의 영화 위대한 독재자가 개봉되다.
- 10월 16일
  - 제2차 세계 대전: 유대인을 수용하기 위한 바르샤바 게토가 세워지다.
  - 벤저민 O. 데이비스가 아프리카계 미국인으로서는 최초의 장성이 되었다.
  - 국민총력연맹이 조직되어 황국신민화운동 강제 시행
- 10월 25일 - 중국 정부, 한국 광복군의 중국 전선 참전을 승인
- 11월 5일 - 1940년 미국 대통령 선거: 민주당 후보 프랭클린 D. 루즈벨트가 공화당의 웬델 윌키(Wendell Willkie)를 꺾고 사상 처음 세 번째 임기를 지내는 미국 대통령이 되다.
- 11월 29일 - 한국 광복군 총사령부, 충칭에서 시안으로 본거점을 이전, 군사특파단을 폐지하고 건군공작 착수와 유격전 수행
- 12월 11일 - 국민총력경성부연맹, 연하, 연회, 선물, 여행 폐지 결정
- 12월 22일 - 대한민국 임시정부, 독립운동 방침에 관한 선포문 발표
- 12월 25일 - 경성 부민관에서 친일단체 황도협회 결성

## 문화
- 1월 23일 - 중앙선 죽령터널이 개통되었다.
- 2월 23일 - 디즈니 애니메이션 피노키오가 개봉되었다.
- 5월 15일
  - 최초의 맥도날드 식당이 생겼다.
  - 나일론 스타킹이 처음으로 미국에서 판매되었다.

## 탄생

### 1월
- 1월 1일 - 대한민국의 방송인 황인용.
- 1월 2일 - 대한민국의 정치인 김진억.
- 1월 3일
  - 대한민국의 재료공학자, 명예교수 윤덕용.
  - 일본의 레슬링 선수 하나하라 쓰토무. (~2024년)
- 1월 4일
  - 영국의 물리학자 브라이언 데이비드 조지프슨.
  - 프랑스의 소설가 가오싱젠.
  - 독일계 미국인 건축가 헬무트 얀. (~2021년)
- 1월 7일 - 대한민국의 기업인, 공무원 김백준. (~2022년)
- 1월 10일
  - 대한민국의 공인회계사 겸 정치가 임길수. (~1990년)
  - 대한민국의 배우 김하림.
- 1월 14일 - 대한민국의 가수, 작곡가 김준.
- 1월 17일
  - 대한민국의 민주화 운동가, 이한열 열사의 어머니 배은심. (~2022년)
  - 몰도바의 제2대 대통령 미르체아 스네구르. (~2023년)
  - 우루과이의 대통령, 정치인 타바레 바스케스. (~2020년)
- 1월 22일
  - 대한민국의 배우, 패션 디자이너 최지희. (~2021년)
  - 영국의 배우 존 허트. (~2017년)
- 1월 24일 - 대한민국의 변호사 황인철. (~1993년)
- 1월 25일 - 대한민국의 기업인, 정치인 안대륜.
- 1월 26일 - 대한민국 정치인 김우식.
- 1월 29일
  - 미국의 배우 캐서린 로스.
  - 미국의 희극인 하워드 헤스먼. (~2022년)
- 1월 31일 - 미국의 영화배우 스튜어트 마골린. (~2022년)

### 2월
- 2월 4일 - 캐나다의 영화감독 조지 A. 로메로.
- 2월 5일 - 스위스의 디자이너 H. R. 기거. (~2014년)
- 2월 6일 - 대한민국의 성우 황일청.
- 2월 7일 - 대한민국의 대금, 아쟁 명인 서용석. (~2013년)
- 2월 8일 - 대한민국의 방송인 황인용.
- 2월 9일 - 남아프리카 공화국의 작가 존 맥스웰 쿠체.
- 2월 11일 - 미국의 행동경제학자 허버트 긴티스. (~2023년)
- 2월 13일 - 대한민국의 성우 정승현.
- 2월 15일 - 대한민국의 축구 선수 임국찬.
- 2월 17일 - 대한민국의 소설가 현길언. (~2020년)
- 2월 19일 - 투르크메니스탄의 대통령 사파르무라트 니야조프. (~2006년)
- 2월 20일 - 잉글랜드의 축구 선수 지미 그리브스. (~2021년)
- 2월 22일
  - 대한민국의 배우 최정훈. (~2023년)
  - 브라질의 배우 아라시 발라바냔. (~2023년)
  - 미국의 농구 선수 쳇 워커. (~2024년)
- 2월 24일 - 스코틀랜드의 전 축구 선수 데니스 로.
- 2월 25일 - 대한민국의 영화배우 여운계. (~2009년)
- 2월 27일 - 미국의 희극인 하워드 헤스먼. (~2022년)
- 2월 29일
  - 대한민국의 사회운동가, 학자 박성준.
  - 일본의 배우 하라다 요시오. (~2011년)
  - 독일의 배우 마르기트 카르스텐센. (~2023년)

### 3월
- 3월 1일 - 대한민국의 시인 이근배.
- 3월 2일 - 대한민국의 교수 김정웅.
- 3월 3일
  - 대한민국의 배우 김용림.
  - 대한민국의 배우 정민섭. (~1987년)
- 3월 4일 - 미국의 배우 지-투 컴부카. (~2017년)
- 3월 10일 - 미국의 영화배우 척 노리스.
- 3월 12일 - 미국의 가수 알 재로. (~2017년)
- 3월 13일 - 대한민국의 법조인 김영일. (~2024년)
- 3월 15일
  - 소련과 리투아니아의 카누 선수 블라다스 체슈나스. (~2023년)
  - 대한민국의 시인 송수권. (~2016년)
- 3월 16일
  - 독일의 정치학자 클라우스 오페.
  - 대한민국의 배우 김무생. (~2005년)
- 3월 17일 - 대한민국의 방송인 겸 정치인 박성범.
- 3월 21일 - 대한민국의 군인 출신 공학자, 정치인 오명.
- 3월 24일 - 대한민국의 소설가 전상국.
- 3월 26일
  - 미국의 정치인 낸시 펠로시.
  - 미국의 배우 제임스 칸. (~2022년)
- 3월 27일 - 대한민국의 성우 김순원.
- 3월 28일 - 대한민국의 기업인 이임택. (~2024년)
- 3월 29일 - 브라질의 보사노바 가수 아스트루드 지우베르투. (~2023년)

### 4월
- 4월 1일 - 케냐의 환경·정치운동가 왕가리 마타이. (~2011년)
- 4월 3일 - 미국의 배우 버트 영. (~2023년)
- 4월 5일 - 대한민국의 정치인 박세환. (~2021년)
- 4월 6일 - 대한민국의 영화 감독 이원세. (~2023년)
- 4월 8일
  - 대한민국의 야구 선수 김응용.
  - 대한민국의 기업인 임성기. (~2020년)
- 4월 9일 - 대한민국의 배우 김영인.
- 4월 10일 - 대한민국의 방송인 박원웅. (~2017년)
- 4월 11일 - 미국의 작가 토머스 해리스.
- 4월 13일
  - 대한민국의 정치인, 국회의원 최선영. (~2010년)
  - 프랑스의 소설가 장마리 귀스타브 르 클레지오.
  - 프랑스의 영화 음악 작곡가이자 지휘자 블라디미르 코스마.
- 4월 14일 - 리히텐슈타인의 대공부인 브히니츠와 테타우 백작부인 마리 킨스키. (~2021년)
- 4월 16일 - 덴마크의 군주 마르그레테 2세.
- 4월 22일 - 프랑스의 영화배우 마리조제 나트. (~2019년)
- 4월 24일 - 미국의 영화배우 마이클 파크스. (~2017년)
- 4월 25일 - 미국의 배우 알 파치노.
- 4월 26일 - 이탈리아의 음악가 조르조 모로더.
- 4월 30일 - 미국의 영화배우 버트 영. (~2023년)

### 5월
- 5월 1일 - 대한민국의 배우 홍성민. (~2007년)
- 5월 2일 - 대한민국의 행정가, 정치인 정문화.
- 5월 4일 - 미국의 의사, 소설가 로빈 쿡.
- 5월 6일 - 대한민국의 배우 김세윤.
- 5월 9일 - 대한민국의 배우 사미자.
- 5월 20일 - 중화민국 국적의 일본 프로 야구 선수, 야구 감독 오 사다하루.
- 5월 21일 - 영국의 가수, 기타 연주자 토니 셰리던. (~2013년)
- 5월 24일 - 방글라데시의 정치인, 총리 무두드 아흐메드. (~2021년)
- 5월 28일 - 일본의 축구 선수 가타야마 히로시.

### 6월
- 6월 1일 - 미국의 물리학자 킵 손.
- 6월 2일 - 그리스 왕국의 마지막 국왕 콘스탄티노스 2세. (~2023년)
- 6월 5일 - 대한민국의 기업인 차수웅.  (~2023년)
- 6월 7일
  - 대한민국의 배우 박근형.
  - 영국의 음악가 톰 존스.
- 6월 8일
  - 대한민국의 공무원 임인택. (~2020년)
  - 미국의 가수 낸시 시나트라.
- 6월 11일 - 짐바브웨의 정치인 펠레케젤라 음포코. (~2024년)
- 6월 13일
  - 대한민국의 트로트 가수 리나 박.
  - 미국의 육상 선수 댈러스 롱. (~2024년)
- 6월 15일
  - 대한민국의 국회의원 김도언.
  - 대한민국의 배우 최불암.
- 6월 16일 - 대한민국의 공무원 이수일.
- 6월 17일
  - 대한민국의 가수, 음악가 차도균.
  - 미국의 경제학자 조지 애컬로프.
- 6월 19일 - 재일 한국인 출신의 일본 프로 야구 선수 장훈.
- 6월 20일 - 미국의 배우 존 머호니. (~2018년)
- 6월 21일 - 대한민국의 요리연구가 심영순.
- 6월 22일 - 이란의 영화감독 아바스 키아로스타미.
- 6월 23일 - 미국의 육상 선수 윌마 루돌프.
- 6월 26일 - 대한민국의 성우 황원. (~2023년)
- 6월 27일 - 미국의 수학자 대니얼 퀼런. (~2011년)
- 6월 28일 - 방글라데시의 은행가 무함마드 유누스.
- 6월 29일 - 오스트레일리아의 화가 켄 돈.
- 6월 30일 - 스페인의 영화감독 빅토르 에리세.

### 7월
- 7월 3일
  - 대한민국의 방송연출가 유길촌. (~2022년)
  - 폴란드의 정치인 예지 부제크.
- 7월 4일 - 대한민국의 법조인 정성진. (~2024년)
- 7월 6일 - 카자흐스탄의 정치인 누르술탄 나자르바예프.
- 7월 7일
  - 영국의 드럼 연주자 링고 스타(비틀즈).
  - 대한민국의 정치인 정창화. (~2022년)
- 7월 11일 - 대한민국의 정치인 김종인
- 7월 13일 - 영국의 배우 패트릭 스튜어트.
- 7월 15일 - 대한민국의 배우 김지미.
- 7월 18일 - 미국의 야구 선수 조 토리.
- 7월 22일 - 미국의 방송인, 퀴즈쇼 진행자 앨릭스 트리벡. (~2020년)
- 7월 29일 - 대한민국의 성우 최병학. (~2025년)

### 8월
- 8월 3일 - 미국의 배우 마틴 신.
- 8월 5일 - 대한민국의 미술 감독 조융삼.
- 8월 7일 - 대한민국의 기업인 김성중.
- 8월 15일 - 이스라엘의 배우 지브 레바치. (~2025년)
- 8월 16일 - 대한민국의 성우 이광세.
- 8월 17일 - 대한민국의 배우 권성덕.
- 8월 19일
  - 대한민국의 배우 박동룡. (~2023년)
  - 대한민국의 정치인 현홍주. (~2017년)
  - 미국의 가수, 영화 배우 조니 내시. (~2020년)
- 8월 20일 - 대한민국의 정치인 김철호.
- 8월 21일 - 헝가리계 미국인 수학자, 컴퓨터 과학자 세메레디 엔드레.
- 8월 23일
  - 대한민국의 목사 이종윤. (~2023년)
  - 미국의 생화학자, 연구원 토머스 A. 스타이츠. (~2018년)
- 8월 25일 - 대한민국의 변호사 이재후.
- 8월 26일 - 미국의 성우 돈 라폰테인. (~2008년)
- 8월 28일 - 미국의 배우 켄 젱킨스.
- 8월 30일 - 대한민국의 소설가 최범서.

### 9월
- 9월 3일 - 미국의 정치인 게리 셰러.
- 9월 4일 - 대한민국의 정치인 엄창섭.
- 9월 5일
  - 대한민국의 정치인 박찬석.
  - 미국의 배우 라켈 웰치. (~2023년)
- 9월 7일 - 이탈리아의 영화감독 다리오 아르젠토.
- 9월 10일
  - 대한민국의 기업인 유상열. (~2022년)
  - 대한민국의 금융인 서상록. (~2024년)
- 9월 11일 - 미국의 영화감독 브라이언 드 팔마.
- 9월 12일 - 대한민국의 언론인 강성구.
- 9월 13일 - 대한민국의 무술인, 배우 황인식.
- 9월 15일 - 대한민국의 가수 이금희 (~2007년)
- 9월 18일
  - 대한민국의 언론인 김춘길. (~2024년)
  - 대한민국의 언어학자 정광.
- 9월 20일 - 일본의 제92대 총리 아소 다로.
- 9월 22일 - 덴마크, 프랑스의 배우 아나 카리나. (~2019년)
- 9월 29일
  - 대한민국의 전 언론인 김영일.
  - 이탈리아의 싱어송라이터 니콜라 디 바리.

### 10월
- 10월 4일 - 대한민국의 교육인 김광웅. (~2019년)
- 10월 6일 - 미국의 컴퓨터 과학자, 어도비 시스템즈의 창립자 존 워녹. (~2023년)
- 10월 8일 - 대한민국의 교육학자 권이종. (~2022년)
- 10월 9일 - 영국의 대중음악가) 존 레논. (비틀즈) (~1980년)
- 10월 10일 - 대한민국의 바둑 기사 심종식. (~2017년)
- 10월 13일
  - 대한민국의 변호사, 전직 검사 조준웅.
  - 한국계 미국의 태권도 선수 조희일.
  - 미국의 연주자 파로아 샌더스. (~2022년)
- 10월 14일 - 영국의 가수, 음악가, 보컬리스트 클리프 리처드.
- 10월 15일 - 대한민국의 방송인, 정치인 변웅전.
- 10월 19일 - 아일랜드의 배우 마이클 갬본. (~2023년)
- 10월 22일
  - 대한민국의 군인 겸 정치인 윤용남.  (~2021년)
  - 일본의 음악가・작곡가 요시무라 히로시. (~2003년)
- 10월 23일
  - 대한민국의 변호사 김창국. (~ 2016년)
  - 브라질의 축구 선수 펠레. (~2022년)
- 10월 24일 - 대한민국의 희극인 겸 제14대 국회의원 이주일. (~2002년)
- 10월 30일 - 대한민국의 정치인 유병호.

### 11월
- 11월 2일 - 대한민국의 언론인, 저술가 손충무. (~2010년)
- 11월 3일 - 멕시코의 배우 마누엘 오제다. (~2022년)
- 11월 9일 - 대한제국의 황족 출신 인물 이종. (~1966년)
- 11월 12일 - 대한민국의 해양학자 한상복. (~2023년)
- 11월 15일
  - 미국의 배우 샘 워터스턴.
  - 이탈리아의 패션디자이너 로베르토 카발리. (~2024년)
  - 덴마크의 배우 울프 필고르. (~2024년)
- 11월 20일 - 미국의 생화학자 아리에 와르셸.
- 11월 22일
  - 영국의 영화 감독, 각본가 테리 길리엄.
  - 폴란드의 영화 감독, 작가 안제이 주와프스키. (~2016년)
- 11월 23일 - 쿠바의 야구 선수 루이스 티안트. (~2024년)
- 11월 25일 - 미국의 가수 퍼시 슬레지. (~2015년)
- 11월 26일 - 이탈리아 수학자 엔리코 봄비에리.
- 11월 27일 - 홍콩의 무술 배우 이소룡. (~1973년)
- 11월 28일 - 대한민국의 아동문학가, 작가 손춘익. (~2000년)
- 11월 29일
  - 대한민국의 정치인 서정갑.
  - 대한민국의 배우 조춘.

### 12월
- 12월 3일 - 일본의 사진가 시노야마 기신. (~2024년)
- 12월 4일 - 일본의 정치인, 초대 방위대신 규마 후미오.
- 12월 5일 - 대한민국의 정치인 라종일.
- 12월 10일 - 대한민국의 기업인 김재철.
- 12월 16일 - 대한민국의 가수, 작곡가 박재란.
- 12월 20일 - 대한민국의 배우 양영준.
- 12월 24일 - 미국의 의사, 병리학자 앤서니 파우치.
- 12월 25일 - 대한민국의 그래픽 디자이너 양승춘. (~2017년)
- 12월 26일 - 미국의 경제학자 에드워드 프레스콧. (~2022년)
- 12월 27일 - 대한민국의 정치인 신중식.

### 미상
- 대한민국의 제27대 검찰총장, 법조인 김기수.
- 대한민국의 대학교수, 문학평론가 김치수. (~2014년)
- 미국의 음악프로듀서 엘링턴 조던. (~2020년)
- 대한민국의 정치인 김영우.
- 일본의 정치인, 관료 구마가이 히로시.
- 일본의 역사학자 다카하시 사토시.
- 멕시코 태생의 미국 조각가 루이스 히메네스. (~2006년)
- 일본의 방송인 이노우에 히로시.

## 사망

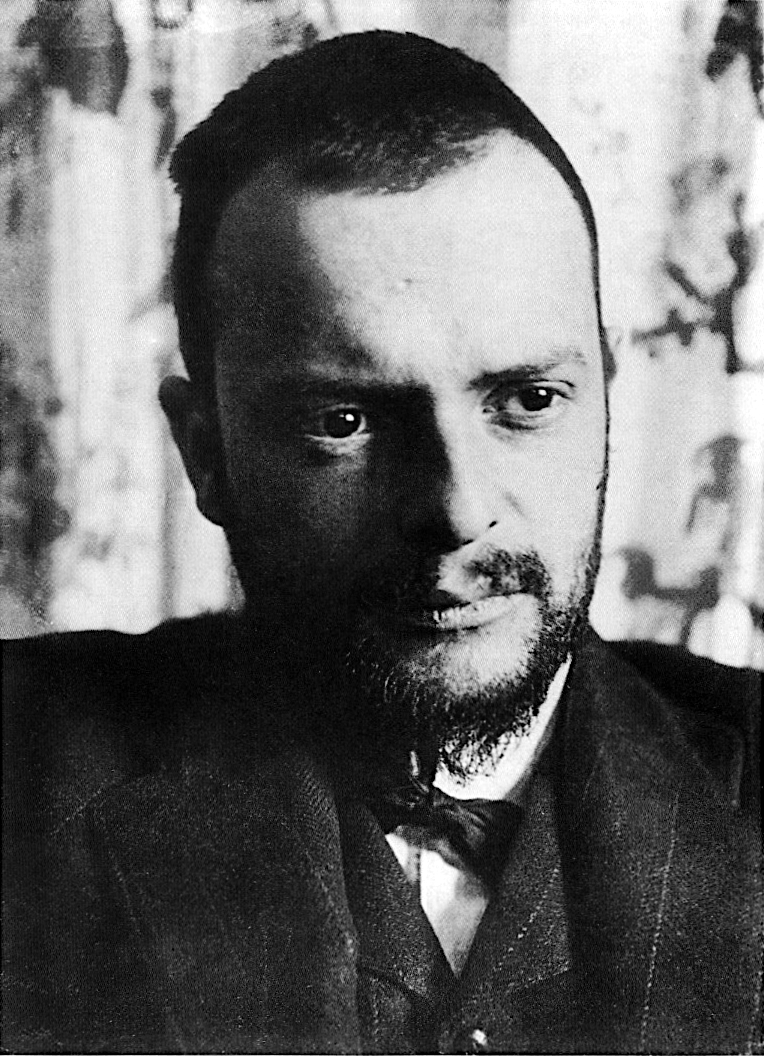
파울 클레

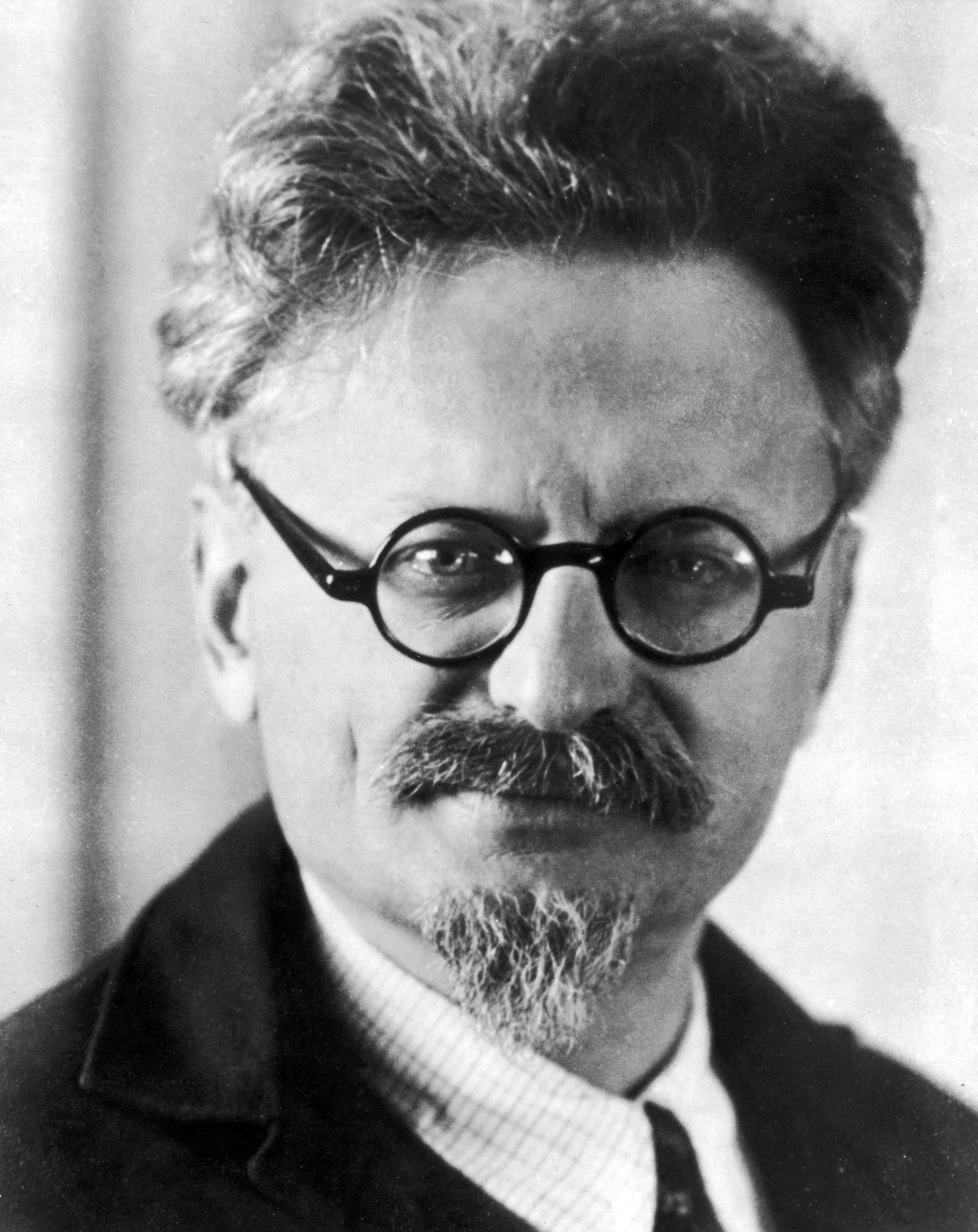
레프 트로츠키

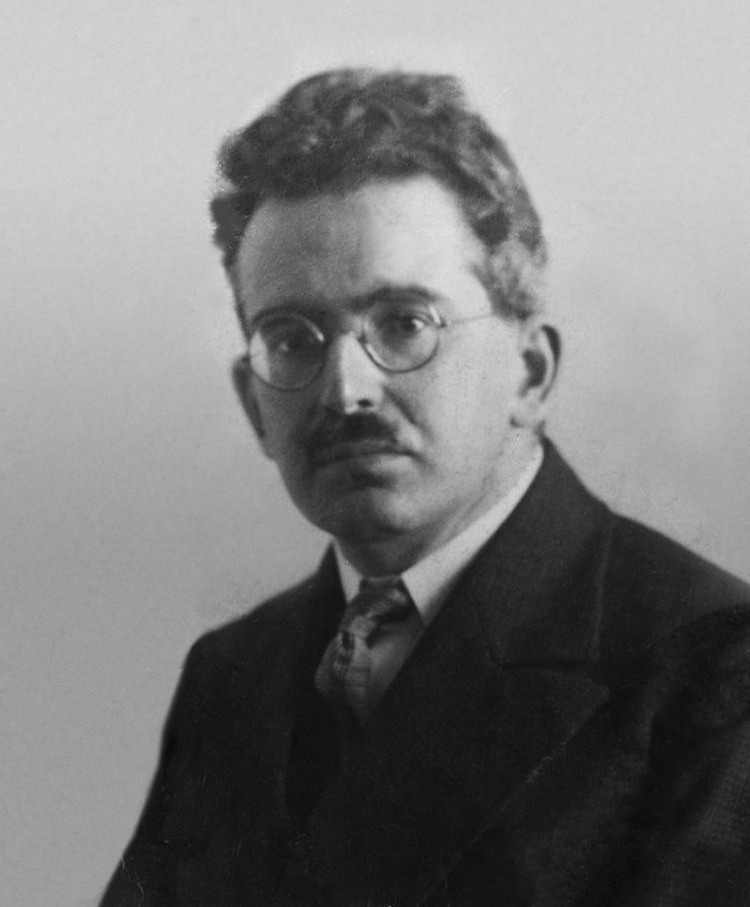
발터 베냐민

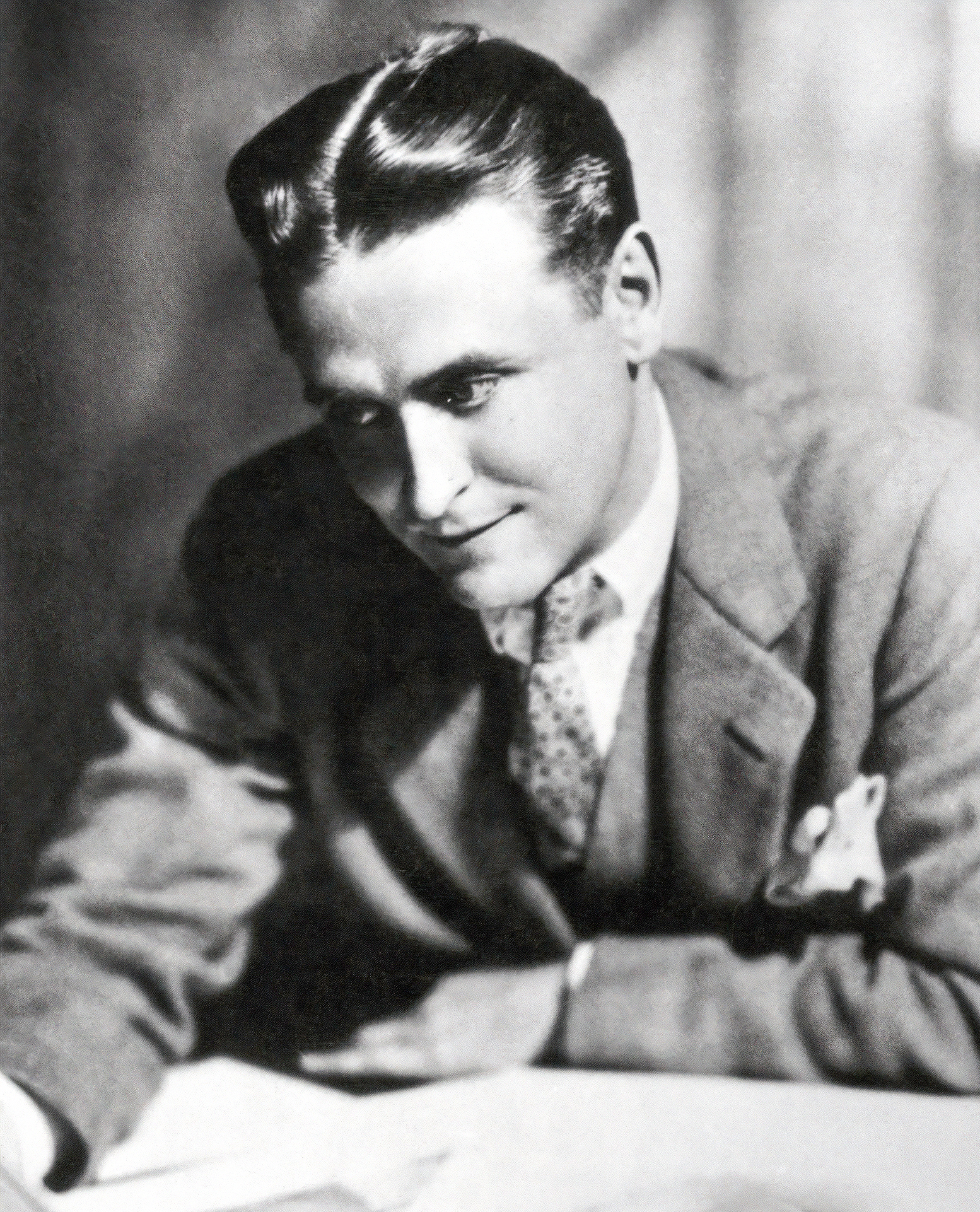
F. 스콧 피츠제럴드

- 6월 22일 - 독일의 기상학자 블라디미르 쾨펜. (1846년~)
- 6월 29일 - 스위스의 화가 파울 클레. (1879년~)
- 7월 15일 - 세계에서 가장 키가 큰 사람 로버트 워들로. (1918년~)
- 8월 20일 - 러시아의 혁명가 레프 트로츠키. (1879년~)
- 9월 27일 - 독일의 문학 비평가 발터 베냐민. (1892년~)
- 11월 24일 - 일본의 겐로 사이온지 긴모치. (1849년~)
- 12월 21일 - 미국의 소설가 F. 스콧 피츠제럴드. (1896년~)

## 달력
| 1월 |    |    |    |    |    |    |
| 일  | 월 | 화 | 수 | 목 | 금 | 토 |
|     | 1  | 2  | 3  | 4  | 5  | 6  |
| 7   | 8  | 9  | 10 | 11 | 12 | 13 |
| 14  | 15 | 16 | 17 | 18 | 19 | 20 |
| 21  | 22 | 23 | 24 | 25 | 26 | 27 |
| 28  | 29 | 30 | 31 |    |    |    |

| 2월 |    |    |    |    |    |    |
| 일  | 월 | 화 | 수 | 목 | 금 | 토 |
|     |    |    |    | 1  | 2  | 3  |
| 4   | 5  | 6  | 7  | 8  | 9  | 10 |
| 11  | 12 | 13 | 14 | 15 | 16 | 17 |
| 18  | 19 | 20 | 21 | 22 | 23 | 24 |
| 25  | 26 | 27 | 28 | 29 |    |    |

| 3월 |    |    |    |    |    |    |
| 일  | 월 | 화 | 수 | 목 | 금 | 토 |
|     |    |    |    |    | 1  | 2  |
| 3   | 4  | 5  | 6  | 7  | 8  | 9  |
| 10  | 11 | 12 | 13 | 14 | 15 | 16 |
| 17  | 18 | 19 | 20 | 21 | 22 | 23 |
| 24  | 25 | 26 | 27 | 28 | 29 | 30 |
| 31  |    |    |    |    |    |    |

| 4월 |    |    |    |    |    |    |
| 일  | 월 | 화 | 수 | 목 | 금 | 토 |
|     | 1  | 2  | 3  | 4  | 5  | 6  |
| 7   | 8  | 9  | 10 | 11 | 12 | 13 |
| 14  | 15 | 16 | 17 | 18 | 19 | 20 |
| 21  | 22 | 23 | 24 | 25 | 26 | 27 |
| 28  | 29 | 30 |    |    |    |    |

| 5월 |    |    |    |    |    |    |
| 일  | 월 | 화 | 수 | 목 | 금 | 토 |
|     |    |    | 1  | 2  | 3  | 4  |
| 5   | 6  | 7  | 8  | 9  | 10 | 11 |
| 12  | 13 | 14 | 15 | 16 | 17 | 18 |
| 19  | 20 | 21 | 22 | 23 | 24 | 25 |
| 26  | 27 | 28 | 29 | 30 | 31 |    |

| 6월 |    |    |    |    |    |    |
| 일  | 월 | 화 | 수 | 목 | 금 | 토 |
|     |    |    |    |    |    | 1  |
| 2   | 3  | 4  | 5  | 6  | 7  | 8  |
| 9   | 10 | 11 | 12 | 13 | 14 | 15 |
| 16  | 17 | 18 | 19 | 20 | 21 | 22 |
| 23  | 24 | 25 | 26 | 27 | 28 | 29 |
| 30  |    |    |    |    |    |    |

| 7월 |    |    |    |    |    |    |
| 일  | 월 | 화 | 수 | 목 | 금 | 토 |
|     | 1  | 2  | 3  | 4  | 5  | 6  |
| 7   | 8  | 9  | 10 | 11 | 12 | 13 |
| 14  | 15 | 16 | 17 | 18 | 19 | 20 |
| 21  | 22 | 23 | 24 | 25 | 26 | 27 |
| 28  | 29 | 30 | 31 |    |    |    |

| 8월 |    |    |    |    |    |    |
| 일  | 월 | 화 | 수 | 목 | 금 | 토 |
|     |    |    |    | 1  | 2  | 3  |
| 4   | 5  | 6  | 7  | 8  | 9  | 10 |
| 11  | 12 | 13 | 14 | 15 | 16 | 17 |
| 18  | 19 | 20 | 21 | 22 | 23 | 24 |
| 25  | 26 | 27 | 28 | 29 | 30 | 31 |

| 9월 |    |    |    |    |    |    |
| 일  | 월 | 화 | 수 | 목 | 금 | 토 |
| 1   | 2  | 3  | 4  | 5  | 6  | 7  |
| 8   | 9  | 10 | 11 | 12 | 13 | 14 |
| 15  | 16 | 17 | 18 | 19 | 20 | 21 |
| 22  | 23 | 24 | 25 | 26 | 27 | 28 |
| 29  | 30 |    |    |    |    |    |

| 10월 |    |    |    |    |    |    |
| 일   | 월 | 화 | 수 | 목 | 금 | 토 |
|      |    | 1  | 2  | 3  | 4  | 5  |
| 6    | 7  | 8  | 9  | 10 | 11 | 12 |
| 13   | 14 | 15 | 16 | 17 | 18 | 19 |
| 20   | 21 | 22 | 23 | 24 | 25 | 26 |
| 27   | 28 | 29 | 30 | 31 |    |    |

| 11월 |    |    |    |    |    |    |
| 일   | 월 | 화 | 수 | 목 | 금 | 토 |
|      |    |    |    |    | 1  | 2  |
| 3    | 4  | 5  | 6  | 7  | 8  | 9  |
| 10   | 11 | 12 | 13 | 14 | 15 | 16 |
| 17   | 18 | 19 | 20 | 21 | 22 | 23 |
| 24   | 25 | 26 | 27 | 28 | 29 | 30 |

| 12월 |    |    |    |    |    |    |
| 일   | 월 | 화 | 수 | 목 | 금 | 토 |
| 1    | 2  | 3  | 4  | 5  | 6  | 7  |
| 8    | 9  | 10 | 11 | 12 | 13 | 14 |
| 15   | 16 | 17 | 18 | 19 | 20 | 21 |
| 22   | 23 | 24 | 25 | 26 | 27 | 28 |
| 29   | 30 | 31 |    |    |    |    |

### 음양력 대조 일람
| 음력월 | 월건 | 대소 | 음력 1일의 양력 월일 | 음력 1일 간지 |
| ------ | ---- | ---- | -------------------- | ------------- |
| 1월    | 무인 | 대   | 2월 8일              | 신사          |
| 2월    | 기묘 | 대   | 3월 9일              | 신해          |
| 3월    | 경진 | 소   | 4월 8일              | 신사          |
| 4월    | 신사 | 대   | 5월 7일              | 경술          |
| 5월    | 임오 | 소   | 6월 6일              | 경진          |
| 6월    | 계미 | 대   | 7월 5일              | 기유          |
| 7월    | 갑신 | 소   | 8월 4일              | 기묘          |
| 8월    | 을유 | 소   | 9월 2일              | 무신          |
| 9월    | 병술 | 대   | 10월 1일             | 정축          |
| 10월   | 정해 | 소   | 10월 31일            | 정미          |
| 11월   | 무자 | 대   | 11월 29일            | 병자          |
| 12월   | 기축 | 소   | 12월 29일            | 병오          |